# Раш Сентер (Канзас)
Раш Сентер (енгл. Rush Center) град је у америчкој савезној држави Канзас.

## Демографија
По попису из 2010. године број становника је 170, што је 6 (-3,4%) становника мање него 2000. године.
| Група             | 2000.       | 2010.       |
| Белци             | 174 (98,9%) | 163 (95,9%) |
| Афроамериканци    | 0 (0,0%)    | 1 (0,6%)    |
| Азијати           | 0 (0,0%)    | 1 (0,6%)    |
| Хиспаноамериканци | 0 (0,0%)    | 4 (2,4%)    |
| Укупно            | 176         | 170         |